# Micropterix algeriella
Micropterix algeriella és una espècie d'arna de la família Micropterigidae. Va ser descrita per Ragonot l'any 1889.
És una espècie endèmica d'Algèria.